# Хузайфа ибн аль-Яман
Хузайфа ибн аль-Яма́н аль-Абси (араб. حذيفة بن اليمان‎; ум. 656) — один из сподвижников исламского пророка Мухаммеда.

## Биография
Хузайфа ибн аль-Яман родился в Медине. По происхождению он был мекканцем, а его отец был родом из мекканского клана Бану Абс. Отцу пришлось бежать из Мекки в Медину в связи с тем, что он убил одного человека. Через некоторое время после начала пророчества Мухаммеда, он приехал в Мекку для принятия ислама.
Хузайфа рос в Медине и для того, чтобы увидеть Мухаммеда он специально поехал в Мекку и встретился с ним. После переселения мусульман в Медину, Хузайфа не покидал Мухаммеда и старался быть постоянно рядом с ним. Хузайфа принял активное участие в укреплении мусульманского государства, он участвовал во всех сражениях, кроме битвы при Бадре. В битве при Ухуде, отец Хузайфы случайно погиб от мечей мусульман, которые приняли его за противника. Мухаммед узнав о смерти отца Хузайфы, хотел отдать распоряжение о выплате ему выкупа, но Хузайфа отказался от него.
В период правления халифа Абу Бакра ас-Сиддика, Хузайфа принял участие в войнах с вероотступниками и командовал отрядом, посланным в Оман. В период правления халифа Умара, он воевал против персидских войск в Ираке, Хамадане и Рее. В период правления халифа Усмана, он участвовал в завоевании Армении и Азербайджана.
Участвуя в завоевании Армении и Азербайджана Хузайфа стал свидетелем конфликта по поводу чтения Корана. Он обратился к халифу Усману, чтобы тот размножил экземпляры Корана на курайшитском диалекте и отправил во все концы Халифата. Хузайфа передал более ста хадисов зафиксированных в сборниках хадисов
Хузайфа также являлся хранителем так называемого «списка лицемеров» (мунафиков), в который входили некоторые приближённые к Мухаммеду и сподвижникам люди.